# Jason Dolley
 (juin 2023).
Si vous disposez d'ouvrages ou d'articles de référence ou si vous connaissez des sites web de qualité traitant du thème abordé ici, merci de compléter l'article en donnant les références utiles à sa vérifiabilité et en les liant à la section « Notes et références ».
Pour les articles homonymes, voir Dolley.
Jason Scott Dolley, né le 5 juillet 1991 à Los Angeles, Californie, est un acteur américain.

## Biographie

### Débuts
À 11 ans, il décroche le rôle principal dans Chasing Daylight. Il joue également le rôle de T.J. Sauvages dans la série Les Sauvages.

### Disney Channel
Il apparait aussi dans la série Cory est dans la place dans le rôle de Newton Livingston et dans Le Journal de Jaimie dans le rôle de Connor. Il a aussi participé aux derniers Disney Channel Game. En 2009, il incarne un des rôles principaux dans Un costume pour deux avec Mitchel Musso. Il joue le rôle de PJ Duncan dans la série Bonne chance Charlie entre 2010 et 2014.

## Filmographie

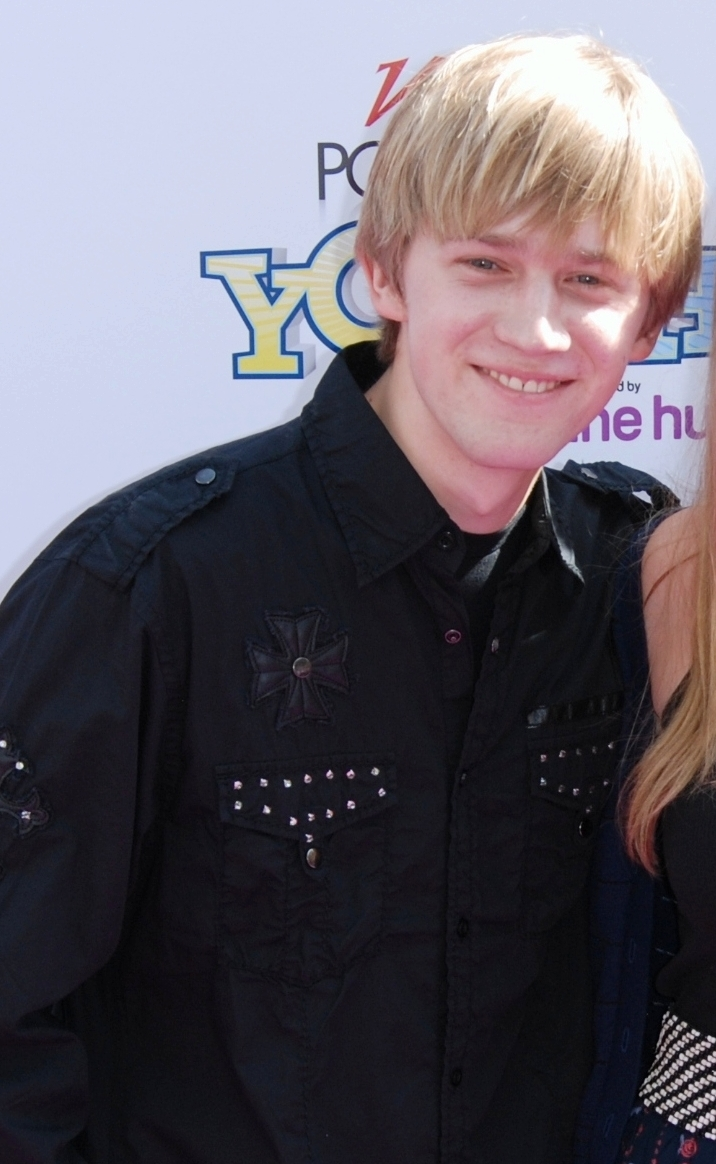
Jason Dolley en 2010.

### Cinéma
- 2004 : Chasing Daylight : Dylan
- 2006 : Shiloh 3 : Mon amour de chien (en) (Saving Shiloh) : Marty Preston
- 2007 : États de choc : Young Pleasure

### Télévision
- 2004 - 2005 : Les Sauvages (Complete Savages) (série télévisée) : TJ Savage
- 2005 : Enemies (série télévisée) : Mickey Holloway jeune
- 2006 : Le Journal de Jaimie (Read It and Weep) (Téléfilm) : Connor Kennedy
- 2007 - 2008 : Cory est dans la place (Cory in the House) (série télévisée) : Newton Livingston
- 2008 : Minutemen : Les Justiciers du temps (Téléfilm) : Virgil Fox
- 2009 : Un costume pour deux (Hatching Pete) (Téléfilm) : Pete Ivey
- 2009 : Les Zic'magines (en) (Imagination Movers) (série télévisée) : Prince (ép. S2E07)
- 2010 - 2014 : Bonne chance Charlie (Good Luck Charlie) (série télévisée) : PJ Duncan
- 2011 : Bonne chance Charlie, le film (Téléfilm) : PJ Duncan
- 2013 : Jessie (série télévisée) : PJ Duncan (ép. S3E07)
- 2014 : Major Crimes (série télévisée) : James "J-Me" Martin Elliott (ép. S3E13 "Apparences trompeuses")
- 2018 - 2019 : American Housewife (série télévisée) : Kevin (ép. S3E01-E02, S3E15, S4E02)
- 2018 : The Ranch (série télévisée) : Dr Hopkins (ép. P6E05)

## Voix francophones
En France, il est usuellement doublé par Alexandre Nguyen. 
En Belgique, Gauthier de Fauconval est la voix régulière du personnage Disney « PJ Duncan » issu de la série Bonne chance Charlie.

### En France
- Alexandre Nguyen
  - Les Sauvages (2004-2005)
  - Cory est dans la place (2007-2008)
  - Minutemen : Les Justiciers du temps (2008)
  - Un costume pour deux (2009)
  - Les Zic'magines (en) (2009)

- Arthur Pestel dans Le Journal de Jaimie (2006)
- Benjamin Gasquet dans Major Crimes (2014)
- doublage en France (acteur inconnu)
  - États de choc (2007)
  - American Housewife (2018-2019)
  - The Ranch (2018)

### En Belgique
- Gauthier de Fauconval dans le rôle de "PJ Duncan" dans :
  - Bonne chance Charlie (2010-2014)
  - Bonne chance Charlie, le film (2011)
  - Jessie (2013)